# فرينيك بيني
فيرينيك بيني (بالمجرية: Bene Ferenc)‏، من مواليد 17 ديسمبر 1944 في بالاتونيلاك في هنغاريا وتوفي في 27 فبراير 2006 في بودابست في هنغاريا، لاعب كرة قدم هنغاري سابق.
و قد لعب طوال مسيرته الكروية مع نادي أويبيستي دوسزا، حيث بدأ باللعب في عام 1961 وأعتزل في عام 1978، وقد شارك في 417 مباراة وسجل 303 هدف.
و قد لعب مع منتخب هنغاريا لكرة القدم بين عامي 1962 و1979، وقد شارك في 76 مباراة وسجل 36 هدف.

## روابط خارجية
- فرينيك بيني على موقع الاتحاد الدولي (مؤرشف)  (الإنجليزية)
- فرينيك بيني على موقع الاتحاد الأوربي (الإنجليزية)
- فرينيك بيني على موقع قاعدة بيانات كرة القدم.إي يو (الإنجليزية)
- فرينيك بيني على موقع ناشيونال فوتبول تيمز (الإنجليزية)
- فرينيك بيني على موقع Soccerway.com (الإنجليزية)
- فرينيك بيني على موقع عالم كرة القدم.نت (الإنجليزية)
- فرينيك بيني على موقع اللجنة الأولمبية الدولية (الإنجليزية)
- فرينيك بيني على موقع أوليمبيديا (الإنجليزية)